# Polygonia manchurica
Polygonia manchurica är en fjärilsart som beskrevs av Matsumura 1939. Polygonia manchurica ingår i släktet Polygonia och familjen praktfjärilar. Inga underarter finns listade i Catalogue of Life.